# Spinulogammarus subcarinatus
Spinulogammarus subcarinatus is een vlokreeftensoort uit de familie van de Anisogammaridae. De wetenschappelijke naam van de soort is voor het eerst geldig gepubliceerd in 1862 door Charles Spence Bate.